# Schoenoplectiella wallichii
Schoenoplectiella wallichii là loài thực vật có hoa trong họ Cói. Loài này được (Nees) Lye mô tả khoa học đầu tiên năm 2003.